# Tom Leezer
Tom Leezer (La Haia, 26 de desembre de 1985) és un ciclista neerlandès, professional des de 2008. Actualment corre a l'equip Team LottoNL-Jumbo.
Com a amateur va aconseguir nombroses victòries de renom, entre elles el Campionat nacional de la categoria el 2007. Aquell mateix any finalitzà en quarta posició al campionat del món en ruta sots 23.
Aquests bons resultats li obriren les portes al professionalisme, en el qual encara no ha aconseguit cap victòria. Amb tot, el 2009 va liderar durant dos dies la classificació de la muntanya de la Volta a Espanya.

## Palmarès
- 2003
  -  Campió dels Països Baixos en ruta júnior
  - 1r al Gran Premi Bati-Metallo
- 2004
  - Vencedor d'una etapa del Cinturó a Mallorca
- 2005
  - Vencedor d'una etapa de la Volta a Turíngia
- 2007
  -  Campió dels Països Baixos sub-23 en ruta
  - 1r al Triptic des Monts et Châteaux i vencedor d'una etapa
  - Vencedor d'una etapa de l'Olympia's Tour
  - Vencedor d'una etapa de la Volta a Navarra
- 2013
  - Vencedor d'una etapa del Tour de Langkawi

### Resultats a la Volta a Espanya
- 2009. 129è de la classificació general
- 2018. 139è de la classificació general

### Resultats al Giro d'Itàlia
- 2012. Abandona (11a etapa)
- 2019. 119è de la classificació general

### Resultats al Tour de França
- 2013. 150è de la classificació general
- 2014. 133è de la classificació general
- 2015. 153è de la classificació general
- 2017. 166è de la classificació general